# Перес де Урдининеа, Хосе Мария
Хосе Мария Перес де Урдининеа (исп. José María Pérez de Urdininea) — боливийский государственный и политический деятель, президент Боливии (1828). Несмоторя на то, что он был президентом всего 3 месяца, Перес впоследствии занимал важные посты в правительстве. Он был военным министром Боливии в 1841—1847 годах.

## Биография
Хосе Мария Перес де Урдининеа родился на ферме Анкиома (исп. Anquioma), 31 октября 1784. Учился в семинарии в Ла-Пасе и Кочабамбе. Поступил в армию в 1809 году, во время подавления Революции Чукисака.
Он был доставлен раненый в Аргентину, где присоединился к Северной армии под командованием Мануэля Бельграно. Участвовал в боях под Тукуманом и Сальтой, а также в Верхнем Перу.